# Jeździectwo na Letnich Igrzyskach Olimpijskich 1932 – WKKW indywidualnie
Konkurencja Wszechstronnego Konkursu Konia Wierzchowego podczas X Letnich Igrzysk Olimpijskich została rozegrana w dniach 10–13 sierpnia 1932 roku. Zawody odbywały się na w Riviera Country Club (ujeżdżenie), Westchester (próba terenowa), i na Los Angeles Memorial Coliseum (skoki przez przeszkody).

## Wyniki
| Pozycja | Jeździec                   | Narodowość        | Koń             | Ujeżdżenie | Próba terenowa | Skoki  | Łącznie  | Uwagi |
| ------- | -------------------------- | ----------------- | --------------- | ---------- | -------------- | ------ | -------- | ----- |
| 1.      | Charles Pahud de Mortanges | Holandia          | Marcroix        | 311,833    | 1242,0         | 260,00 | 1813,833 |       |
| 2.      | Earl Foster Thomson        | Stany Zjednoczone | Jenny Camp      | 300,000    | 1271,0         | 240,00 | 1811,00  |       |
| 3.      | Clarence von Rosen Jr.     | Szwecja           | Sunnyside Maid  | 310,666    | 1241,5         | 257,25 | 1809,416 |       |
| 4.      | Harry Chamberlin           | Stany Zjednoczone | Pleasant Smiles | 340,333    | 1107,5         | 240,00 | 1687,833 |       |
| 5.      | Ernst Hallberg             | Szwecja           | Marokan         | 290,333    | 1129,0         | 260,00 | 1679,333 |       |
| 6.      | Karel Schummelketel        | Holandia          | Duiveltje       | 267,500    | 1105,0         | 242,00 | 1614,500 |       |
| 7.      | Morishige Yamamoto         | Japonia           | Kingo           | 257,333    | 1092,5         | 259,75 | 1609,583 |       |
| 8.      | Edwin Argo                 | Stany Zjednoczone | Honolulu Tomboy | 333,000    | 907,5          | 299,25 | 1539,250 |       |
| 9.      | Aernout van Lennep         | Holandia          | Henk            | 277,500    | 797,5          | 185,75 | 1260,750 |       |
| -       | Shunzo Kido                | Japonia           | Kyu Gun         | 212,833    | DNF            | DNF    | DNF      | DNF   |
| -       | Arne Francke               | Szwecja           | Fridolin        | 303,333    | DNF            | DNF    | DNF      | DNF   |
| -       | José Pérez                 | Meksyk            | El Torero       | 171,166    | DNF            | DNF    | DNF      | DNF   |
| -       | Tara Naro                  | Japonia           | Sonshin         | 242,000    | DNF            | DNF    | DNF      | DNF   |
| -       | Armando Barriguete         | Meksyk            | Monza           | 119,166    | DNF            | DNF    | DNF      | DNF   |